# Русек-Великий
Русек-Великий (пол. Rusek Wielki, нім. Groß Rauschken) — село в Польщі, у гміні Пасим Щиценського повіту Вармінсько-Мазурського воєводства.
Населення — 126 осіб (2011).

## Демографія
Демографічна структура станом на 31 березня 2011 року:
|          | Загалом | Допрацездатний вік | Працездатний вік | Постпрацездатний вік |
| -------- | ------- | ------------------ | ---------------- | -------------------- |
| Чоловіки | 58      | 9                  | 46               | 3                    |
| Жінки    | 68      | 14                 | 43               | 11                   |
| Разом    | 126     | 23                 | 89               | 14                   |